# (36494) 2000 QM47
2000 QM47 (asteroide 36494) é um asteroide da cintura principal. Possui uma excentricidade de 0.19493300 e uma inclinação de 12.31313º.
Este asteroide foi descoberto no dia 24 de agosto de 2000 por LINEAR em Socorro.